# Svjetsko prvenstvo u motociklizmu 1959. – 350cc
Svjetsko prvenstvo u motociklizmu u klasi 350cc za 1959. godinu je drugi put zaredom osvojio britanski vozač John Surtees na motociklu proizvođača MV Agusta. 
 
U ovoj sezoni su se eksperimentalno natjecali motocikli Formula 1 specifikacija, bazirani na serijskim športskim motociklima, te su na dvije Velike Nagrade vožene utrke za Formula 1 i 350cc motocikle (bez vozača tvorničkih momčadi), te dvije utrke su proglašene neprvenstvenima.

## Raspored utrka i osvajači postolja
1959. godine je bilo na rasporedu 8 trkačih vikenda Svjetskog prvenstva, te su na njih 6 vožene utrke u klasi 350cc, te na 2 su bile neprvenstvene utrke.
| rb   | datum             | staza                        | utrka          | službeni naziv utrke                              | pole poz.    | motocikl  | naj.krug     | motocikl  | pobjednik    | motocikl  | drugoplasirani | motocikl  | trećeplasirani    | motocikl  | izvj.                                                      |
| ---- | ----------------- | ---------------------------- | -------------- | ------------------------------------------------- | ------------ | --------- | ------------ | --------- | ------------ | --------- | -------------- | --------- | ----------------- | --------- | ---------------------------------------------------------- |
| 1    | 17. svibnja 1959. | Charade - Clermont-Ferrand   | VN Francuske   | Grand Prix moto de France 1959                    | John Surtees | MV Agusta | John Surtees | MV Agusta | John Surtees | MV Agusta | Gary Hocking   | Norton    | John Hartle       | MV Agusta | [ 1 ] [ 2 ] [ 3 ] [ 4 ] [ 5 ] [ 6 ] [ 7 ] [ 8 ]            |
| 2    | 6. lipnja 1959.   | Snaefell Mountain            | Tourist Trophy | Isle of Man Tourist Trophy (T.T.Races 1958)       |              |           | John Surtees | MV Agusta | John Surtees | MV Agusta | John Hartle    | MV Agusta | Alastair King     | Norton    | [ 1 ] [ 2 ] [ 3 ] [ 4 ] [ 9 ] [ 10 ] [ 11 ] [ 12 ] [ 13 ]  |
| 3    | 14. lipnja 1959.  | Hockenheimring               | VN Njemačke    | International-Rhein-Pokal 1959                    |              |           | John Surtees | MV Agusta | John Surtees | MV Agusta | Gary Hocking   | Norton    | Ernesto Brambilla | MV Agusta | [ 1 ] [ 2 ] [ 3 ] [ 4 ] [ 14 ] [ 15 ] [ 16 ] [ 17 ] [ 18 ] |
| np-1 | 27. lipnja 1959.  | Assen                        | VN Nizozemske  | Dutch TT / Grote Prijs van Nederland der K.N.M.V. |              |           | Bob Brown    | Norton    | Bob Brown    | Norton    | Gary Hocking   | Norton    | Bob Anderson      | Norton    | [ 1 ] [ 2 ] [ 3 ] [ 4 ] [ 19 ] [ 20 ]                      |
| np-2 | 5. srpnja 1959.   | Spa-Francorchamps            | VN Belgije     | Grand Prix de Belgique des motos                  |              |           |              |           | Gary Hocking | Norton    |                |           |                   |           | [ 1 ] [ 2 ] [ 3 ] [ 4 ] [ 21 ]                             |
| 4    | 26. srpnja 1959.  | Råbelöfsbanan – Kristianstad | VN Švedske     |                                                   |              |           | John Surtees | MV Agusta | John Surtees | MV Agusta | John Hartle    | MV Agusta | Bob Brown         | Norton    | [ 1 ] [ 2 ] [ 3 ] [ 4 ] [ 22 ] [ 23 ] [ 24 ]               |
| 5    | 8. kolovoza 1959. | Dundrod – Belfast            | VN Ulstera     | Ulster Grand Prix                                 |              |           | John Hartle  | MV Agusta | John Surtees | MV Agusta | Bob Brown      | Norton    | Geoff Duke        | Norton    | [ 1 ] [ 2 ] [ 3 ] [ 4 ] [ 25 ] [ 26 ] [ 27 ] [ 28 ]        |
| 6    | 6. rujna 1959.    | Monza                        | VN Nacija      | 37º Gran Premio delle Nazion                      | John Surtees | MV Agusta | John Surtees | MV Agusta | John Surtees | MV Agusta | Remo Venturi   | MV Agusta | Bob Brown         | Norton    | [ 1 ] [ 2 ] [ 3 ] [ 4 ] [ 29 ] [ 30 ] [ 31 ] [ 32 ]        |

1. startna pozicija (eng. pole position) – kao statistika se broji od 1974. godine, dotad nije službeno dijeljena, te je ovisila o pojedinim stazama i utrkama 

Tourist Trophy - za TT utrku je klasa nazvana Junior TT 

VN Njemačke - također navedena kao VN Zapadne Njemačke, odnosno International-Rhein-Pokal 

VN Nizozemske – također navedena kao Dutch TT, odnosno TT Assen. Utrka za 350cc vožena s Formula 1 motociklima, te je proglašena neprvenstvenom 

VN Belgije – Utrka za 350cc vožena s Formula 1 motociklima, te je proglašena neprvenstvenom 

## Poredak za vozače
Sustav bodovanja
Bodove je osvajalo prvih 6 vozača u utrci. Od ukupnog broja osvojenih bodova, u poretku su vozaču stavljeni bodovi iz 4 utrke s najboljim plasmanom. 
| pozicija u utrci | 1. | 2. | 3. | 4. | 5. | 6. |
| bodovi           | 8  | 6  | 4  | 3  | 2  | 1  |

| mj. | vozač             | konstruktor            | bm | momčad (tim)                | motocikl               | bodova u poretku | (ukupno bodova) |
| --- | ----------------- | ---------------------- | -- | --------------------------- | ---------------------- | ---------------- | --------------- |
| 1.  | John Surtees      | MV Agusta              | 5  | Meccanica Verghera Agusta   | MV Agusta              | 32               | (48)            |
| 2.  | John Hartle       | MV Agusta              |    | Meccanica Verghera Agusta   | MV Agusta              | 16               |                 |
| 3.  | Bob Brown         | Norton                 |    |                             | Norton                 | 14               |                 |
| 4.  | Gary Hocking      | Norton                 |    | Reg. Dearden                | Norton                 | 12               |                 |
| 5.  | Geoff Duke        | Reynolds-Norton Norton |    |                             | Reynolds-Norton Norton | 10               |                 |
| 6.  | Remo Venturi      | MV Agusta              |    |                             | MV Agusta              | 6                |                 |
| 7.  | Dickie Dale       | AJS                    |    | Arter Bros.                 | AJS                    | 6                |                 |
| 8.  | John Hempleman    | Norton                 |    |                             | Norton                 | 6                |                 |
| 9.  | Bob Anderson      | Norton                 |    | G. Monty & A.J. Dudley-Ward | Norton                 | 5                |                 |
| 10. | Alistair King     | Norton AJS             |    | Joe Potts Ltd.              | Norton AJS             | 4                |                 |
| 10. | Ernesto Brambilla | MV Agusta              |    | Mecchanica Verghera         | MV Agusta              | 4                |                 |
| 12. | Paddy Driver      | Norton                 |    |                             | Norton                 | 4                |                 |
| 13. | Mike Hailwood     | Norton AJS             | 17 |                             | Norton AJS             | 2                |                 |
| 13. | Tom Phillis       | Norton                 |    |                             | Norton                 | 2                |                 |
| 15. | Jim Redman        | Norton                 |    |                             | Norton                 | 2                |                 |
| 16. | Terry Shepherd    | Norton                 |    |                             | Norton                 | 1                |                 |
| 16. | Dave Chadwick     | Norton                 |    |                             | Norton                 | 1                |                 |
| 16. | Gilberto Milani   | Norton                 |    |                             | Norton                 | 1                |                 |

 u ljestvici vozači koji su osvojili bodove u prvenstvu 

## Poredak za konstruktore
Sustav bodovanja
Bodove za proizvođača osvaja najbolje plasirani motocikl proizvođača među prvih 6 u utrci. Od ukupnog broja osvojenih bodova, u poretku su konstruktoru stavljeni bodovi iz 4 utrke s najboljim plasmanom. 
| pozicija u utrci | 1. | 2. | 3. | 4. | 5. | 6. |
| bodovi           | 8  | 6  | 4  | 3  | 2  | 1  |

"MV Agusta"' prvak u poretku konstruktora. 
| mj. | konstruktor | bodova u poretku | (ukupno bodova) |
| --- | ----------- | ---------------- | --------------- |
| 1.  | MV Agusta   | 32               | (48)            |
| 2.  | Norton      | 22               | (30)            |
| 3.  | AJS         | 6                |                 |

 u ljestvici konstruktori koji su osvojili bodove u prvenstvu 

## Vanjske poveznice
- (engl.) motogp.com
- (fr.) racingmemo.free.fr, LES CHAMPIONNATS DU MONDE DE VITESSE MOTO
- (fr.) pilotegpmoto.com, wayback
- (nizoz.) jumpingjack.nl, Alle Grand-Prix uitslagen en bijzonderheden, van 1973 (het jaar dat Jack begon met racen) tot heden., wayback
- (engl.) motorsport-archive.com, World 350ccm Championship :: Overview, wayback
- (engl.) the-sports.org, Moto - 350cc - Prize list
- (engl.) motorsporttop20.com, Motorcycle Championships
- (engl.) progcovers.com, Motor Racing Programme Covers / FIM Grand Prix World Championship Programmes / 500cc Class / MotoGP
- (nizoz.) nl.wikipedia.org, Wereldkampioenschap wegrace 1959
- (engl.) en.wikipedia.org, 1959 Grand Prix motorcycle racing season
- (njem.) de.wikipedia.org, Motorrad-Weltmeisterschaft 1959
- (šp.) es.wikipedia.org, Temporada 1959 del Campeonato del Mundo de Motociclismo
- (tal.) it.wikipedia.org, Risultati del motomondiale 1959